# The One I Love
"The One I Love" é uma canção da banda de rock estadunidense R.E.M.. Foi lançada em 1987 no quinto álbum de estúdio da banda, Document. A canção alcançou a nona posição na Billboard Hot 100, a 14ª posição nas paradas do Canadá, e mais tarde alcançaria a 16ª posição nas paradas do Reino Unido, onde o single só foi lançado em 1991.
A música foi incluída nos jogos da Activision Guitar Hero World Tour e em Guitar Hero On Tour: Decades, ambos de 2008, além de Rock Band 4, de 2015.
Michael Stipe, vocalista da banda e autor da letra de "The One I Love", conta que ficou chocado ao ver um casal se olhando apaixonado durante uma execução ao vivo da música, uma vez ela seria provavelmente "a letra mais violenta que já escrevi". Isso porque o título irônico contrasta com o fato de que a letra descreve uma relação em que uma pessoa usa a outra como simples acessório para passar o tempo (a simple prop/to occupy my time).
Em março de 2005, a revista Q considerou "The One I Love" como a 57ª melhor música de guitarra dentre as 100 listadas na revista.
A música foi incluída no primeiro álbum ao vivo da banda, R.E.M. Live.

## Posição nas paradas musicais
| Parada (1987–88)                                  | Melhor posição |
| ------------------------------------------------- | -------------- |
| Austrália (Kent Music Report)                     | 84             |
| Canadá (Canadian Hot 100)                         | 11             |
| África do Sul (Springbok)                         | 17             |
| Estados Unidos (Billboard Hot 100)                | 9              |
| Estados Unidos (Billboard Mainstream Rock Tracks) | 2              |

| Parada (1991)                         | Melhor posição |
| ------------------------------------- | -------------- |
| Alemanha (Offizielle Deutsche Charts) | 81             |
| Irlanda (Irish Singles Chart)         | 5              |
| Reino Unido (UK Singles Chart)        | 16             |